# Bibiane Schoofs
Bibiane Schoofs, (od lipca 2014 do września 2016 występowała pod nazwiskiem męża, jako Bibiane Weijers) (ur. 13 maja 1988 w Rhenen) – holenderska tenisistka.

## Kariera tenisowa
Zawodowy kontakt z tenisem rozpoczęła w czerwcu 2003 roku, biorąc udział z dziką kartą w turnieju ITF w holenderskim Alkmaar, gdzie odpadła już w pierwszej rundzie. Rok później, ponownie z dziką kartą, wystąpiła w podobnym turnieju w Enschede, jednak ponownie przegrała w pierwszym spotkaniu. Zagrała tam również po raz pierwszy w grze deblowej, w parze z Polką Martą Leśniak, ale także przegrała w premierowym meczu. W 2005 roku wystąpiła w kilku turniejach ITF, zarówno w grze singlowej, jak i w deblowej, a jej największym osiągnięciem z tego roku był finał debla w Tucuman w Argentynie. W następnym roku wygrała swój pierwszy turniej deblowy, natomiast pierwszy tytuł w grze podwójnej wywalczyła w 2010 roku, kiedy to wygrała turniej w Enschede, pokonując w finale Niemkę Nicolę Geuer. Najwięcej sukcesów w grze pojedynczej odniosła w 2011 roku, w którym rozegrała pięć finałów, z czego trzy wygrała.
Największym osiągnięciem Holenderki w turniejach rangi WTA jest ćwierćfinał turnieju w Luksemburgu w 2011 roku, w którym występowała po przejściu eliminacji, a w głównej imprezie pokonała Angelique Kerber i Rebeccę Marino.
W rankingu singlistek najwyżej była notowana w czerwcu 2012 roku, na 142. pozycji.

## Życie prywatne
Wyszła za mąż 7 lipca 2014 r. i przyjęła nazwisko męża. We wrześniu 2016 r. powróciła do swojego panieńskiego nazwiska Schoofs.

## Finały turniejów WTA
| Legenda                     | Legenda |
| --------------------------- | ------- |
| Wielki Szlem                |         |
| Igrzyska olimpijskie        |         |
| WTA Tour Championships      |         |
| 2009 – 2020                 |         |
| WTA Premier Mandatory       |         |
| WTA Premier 5               |         |
| WTA Premier                 |         |
| WTA International Series    |         |
| WTA 125K series (2012–2020) |         |
| od 2021                     |         |
| WTA 1000 (obowiązkowe)      |         |
| WTA 1000 (nieobowiązkowe)   |         |
| WTA 500                     |         |
| WTA 250                     |         |
| WTA 125                     |         |

### Gra podwójna 6 (3–3)
| Końcowy wynik | Nr | Data            | Turniej          | Nawierzchnia  | Partnerka                 | Przeciwniczki                     | Wynik finału |
| ------------- | -- | --------------- | ---------------- | ------------- | ------------------------- | --------------------------------- | ------------ |
| Zwyciężczyni  | 1. | 7 stycznia 2018 | Auckland         | Twarda        | Sara Errani               | Eri Hozumi Miyu Katō              | 7:5, 6:1     |
| Finalistka    | 1. | 16 czerwca 2019 | Rosmalen         | Trawiasta     | Lesley Kerkhove           | Shūko Aoyama Aleksandra Krunić    | 5:7, 3:6     |
| Finalistka    | 2. | 8 marca 2020    | Lyon             | Twarda (hala) | Lesley Pattinama Kerkhove | Laura Ioana Paar Julia Wachaczyk  | 5:7, 4:6     |
| Zwyciężczyni  | 2. | 5 lutego 2023   | Lyon             | Twarda (hala) | Cristina Bucșa            | Olga Danilović Aleksandra Panowa  | 7:6(5), 6:3  |
| Finalistka    | 3. | 3 marca 2024    | Austin           | Twarda        | Katarzyna Kawa            | Olivia Gadecki Olivia Nicholls    | 2:6, 4:6     |
| Zwyciężczyni  | 3. | 16 czerwca 2024 | ’s-Hertogenbosch | Trawiasta     | Ingrid Neel               | Tereza Mihalíková Olivia Nicholls | 7:6(6), 6:3  |

## Finały turniejów WTA 125

### Gra podwójna 3 (2–1)
| Końcowy wynik | Nr | Data              | Turniej    | Nawierzchnia | Partnerka          | Przeciwniczki                             | Wynik finału   |
| ------------- | -- | ----------------- | ---------- | ------------ | ------------------ | ----------------------------------------- | -------------- |
| Zwyciężczyni  | 1. | 26 listopada 2017 | Mumbaj     | Twarda       | Victoria Rodríguez | Dalila Jakupović Irina Chromaczowa        | 7:5, 3:6, 10–7 |
| Finalistka    | 1. | 4 listopada 2018  | Mumbaj     | Twarda       | Barbora Štefková   | Nateła Dzałamidze Wieronika Kudiermietowa | 4:6, 6:7(4)    |
| Zwyciężczyni  | 2. | 6 maja 2023       | Saint-Malo | Ceglana      | Greet Minnen       | Ulrikke Eikeri Eri Hozumi                 | 7:6(7), 7:6(3) |

## Wygrane turnieje rangi ITF
| turnieje z pulą nagród 100 000 $   |
| turnieje z pulą nagród 75/80 000 $ |
| turnieje z pulą nagród 50/60 000 $ |
| turnieje z pulą nagród 25 000 $    |
| turnieje z pulą nagród 15 000 $    |
| turnieje z pulą nagród 10 000 $    |

### Gra pojedyncza
|    | Data       | Turniej      | Kat. | ($)    | Naw.     | Finalistka       | Wynik            |
| 1. | 29/08/2010 | Enschede     | ITF  | 10 000 | ziemna   | Nicola Geuer     | 6:1, 6:2         |
| 2. | 13/03/2011 | Antalya      | ITF  | 10 000 | ziemna   | Danielle Harmsen | 6:0, 4:6, 6:3    |
| 3. | 19/06/2011 | Montpellier  | ITF  | 25 000 | ziemna   | Leticia Costas   | 6:4, 6:4         |
| 4. | 03/07/2011 | Middelburg   | ITF  | 25 000 | ziemna   | Lesley Kerkhove  | 7:6, 6:1         |
| 5. | 20/04/2014 | Antalya      | ITF  | 10 000 | twarda   | Sandra Honigova  | 6:0, 6:3         |
| 6. | 12/07/2015 | Amstelveen   | ITF  | 10 000 | ziemna   | Karen Barbat     | 6:4, 3:6, 6:1    |
| 7. | 10/07/2016 | Amstelveen   | ITF  | 10 000 | ziemna   | Arianne Hartono  | 6:7(4), 6:4, 6:3 |
| 8. | 19/02/2017 | Altenkirchen | ITF  | 25 000 | dywanowa | Quirine Lemoine  | 7:5, 7:5         |